# Sanche Ier (roi de Portugal)
Pour les articles homonymes, voir Sanche Ier et Sanche.
Sanche Ier, dit «le Laboureur», «le Fondateur», «le Colonisateur» ou «le Populaire», deuxième roi de Portugal, est né le 11 novembre 1154  et mort le 26 mars 1211 , à Coimbra. Il utilise également le titre de «roi de Silves» de 1189 jusqu'à ce qu'il perde ce territoire au profit de l'Empire almohade en 1191 .

## Biographie

### Jeunesse

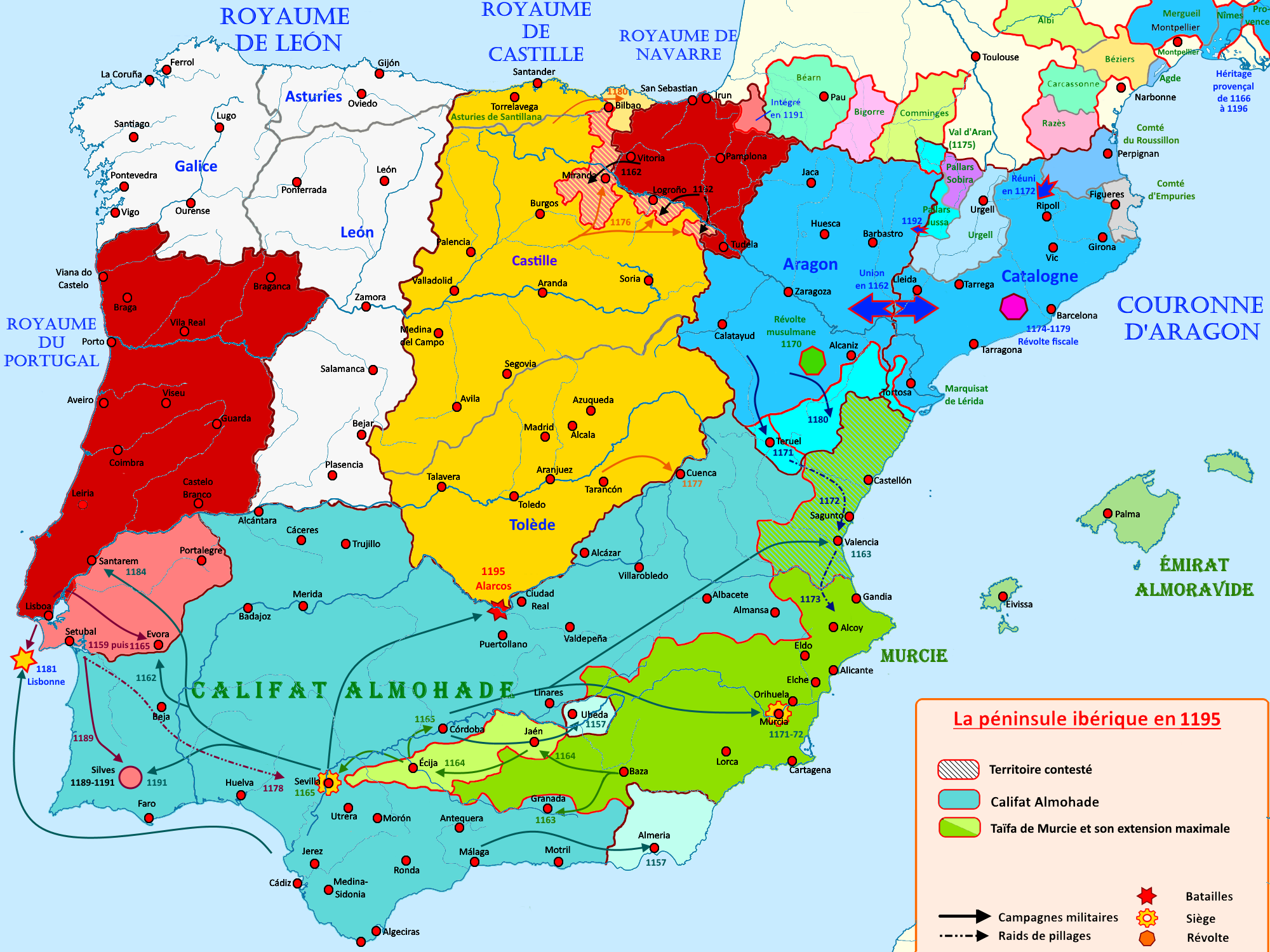
Le royaume du Portugal de 1157 à 1195.

Sanche est le fils d'Alphonse Ier de Portugal et de Mathilde de Savoie.  Il est baptisé sous le nom de Martin (Martinho) car il est né le jour de fête de saint Martin de Tours ,.
Le 15 août 1170, Sanche est armé chevalier par son père et devient son bras droit aussi bien du point de vue militaire qu'administratif . 
Depuis la bataille d'Ourique en 1139, l'indépendance du Portugal n'est toujours pas fermement établie. Les rois de León ainsi que de Castille tentent de réannexer le pays et l'Église catholique ne soutient pas la souveraineté portugaise. Face à cela, Alphonse Ier cherche des alliés dans la Péninsule Ibérique. En 1174, un accord est scellé avec les aragonais par le mariage de Sanche, qui est alors prince héritier, avec l'infante Douce d'Aragon, sœur cadette du roi Alphonse II d'Aragon. Le royaume d'Aragon, ennemi traditionnel de la Castille, est ainsi le premier état ibérique à reconnaître pleinement l'indépendance du Portugal ,.

### Règne

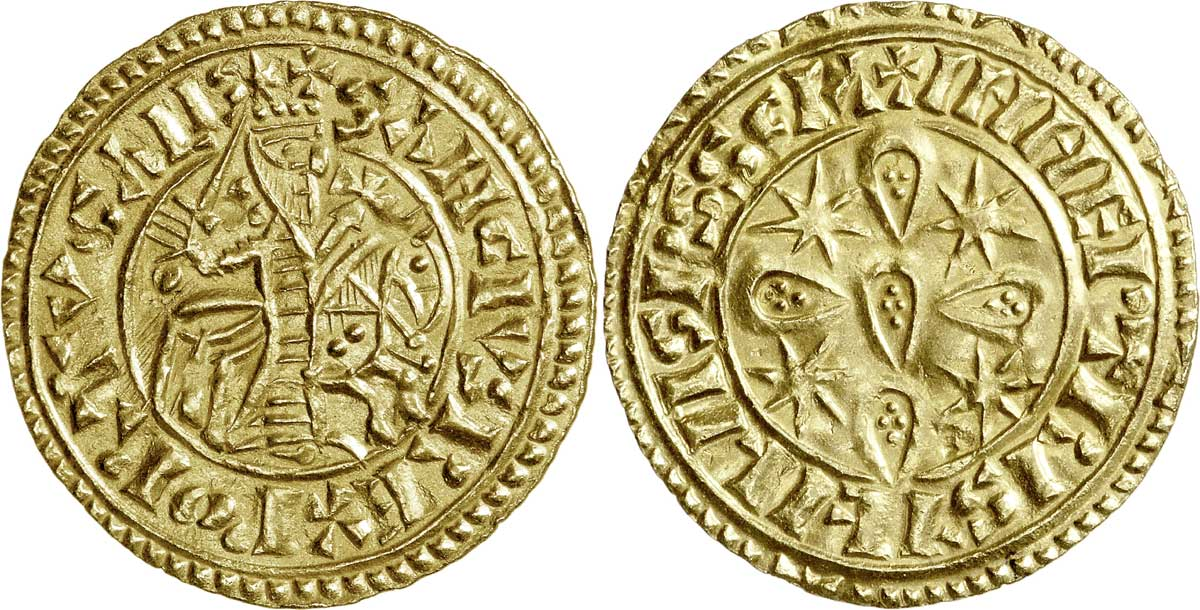
Marabotin en or à l'effigie de Sanche Ier de Portugal. Description avers : Le roi à droite sur un cheval, couronné, tenant une épée de la main droite et une croix de la main gauche.

À la mort d'Alphonse Ier, Sanche succède à son père en devenant le deuxième roi de Portugal et est couronné à l'âge de 31 ans, le 9 décembre 1185 .  
En 1189, avec l'aide des croisés, Sanche Ier conquiert la ville de Silves dont il renforce les fortifications ainsi que son château. Il s'agit d'un important centre administratif et économique du sud qui compte 20 000 habitants . Neuf autres châteaux passent aux mains des Portugais après la chute de Silves : Lagos, Alvor, Portimão, Monchique, Tavira, Lagoa, São Bartolomeu de Messines, Paderne et Carphanabel ,. Il y a également les prises de Cap Saint-Vincent ou de Sagres  ainsi que d'Albufeira, dont le gouverneur préfère se rendre aux Portugais par crainte des croisés . 
La possession portugaise de Silves est défendue victorieusement face à la contre-attaque musulmane de 1190. Cependant, au cours d'une nouvelle offensive en 1191, les Almohades capturent Alcácer do Sal ,, et réussissent à reprendre Silves . Face aux musulmans, Sanche Ier perd également Alvor ainsi que ses autres conquêtes du sud mais conserve l'importante forteresse d'Évora ,. Les hostilités prennent fin suite à la signature d'une trêve de cinq ans avec le calife Abu Yusuf Yaqub al-Mansur ,.
De 1197 à 1199, le Portugal attaque la frontière de la Galice avec l'occupation de Tuy et de Pontevedra . 
Sanche Ier travaille beaucoup à l'organisation politique, administrative et économique de son royaume. Il fonde diverses villes (comme Guarda en 1199)  et peuple les endroits retirés du royaume par des émigrants de Flandre ainsi que de Bourgogne . 
Ce roi est aussi connu pour son goût des arts, de la littérature et notamment de la poésie . Il meurt à Coïmbra en 1211 et est enterré au Monastère de la Sainte-Croix de Coïmbre.

## Descendance

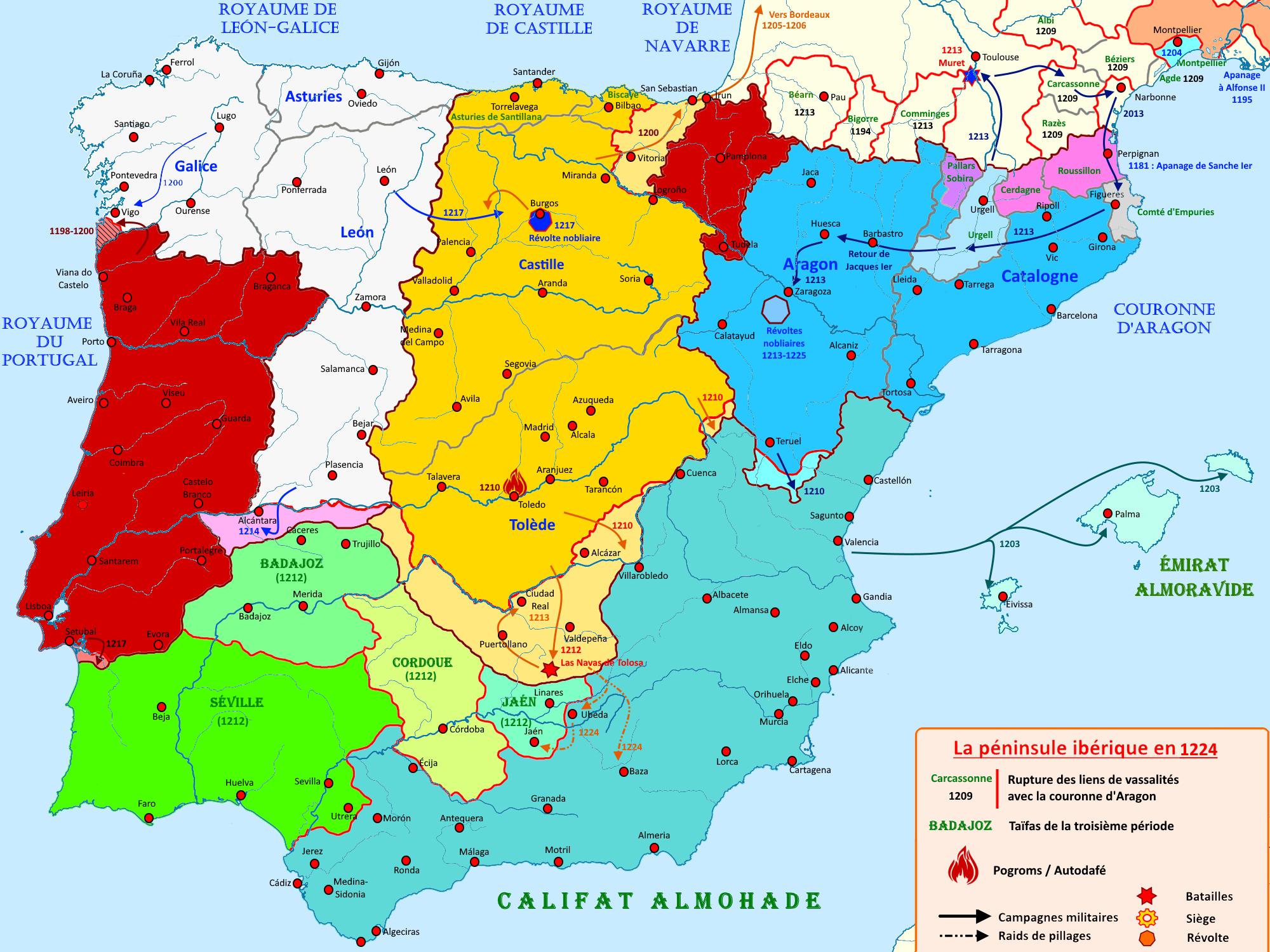
Le royaume du Portugal de 1195 à 1224.

En 1174, Sanche épouse Douce d'Aragon, fille de Pétronille d'Aragon et de Raymond-Bérenger IV, comte de Barcelone. Le couple a plusieurs enfants dont  :
- Thérèse de Portugal (1176 - † 17 juin 1250), mariée le 12 mai 1191 avec le roi Alphonse IX de León dont elle est séparée en 1194 par sentence du Pape Célestin III pour proche parenté[28],[29],[30]  ;
- Sancha, infante de Portugal (env.1180 -† 13 mars 1229), abbesse de Lorvão [31] ;
- Constance, infante de Portugal (née en mai 1182 - † 3 août 1202) [3],[32];
- Alphonse II de Portugal (1185-1223) [33];
- Raymond (1186 - † jeune 1189) [33] ;
- Pierre, infant de Portugal (né le 23 mars 1187 - † 2 juin 1258), comte des Iles Canaries ; il se marie le 6 mai 1228  avec Aurembiax Armanfel, comtesse d'Urgel et devient comte d'Urgell  de jure uxoris [33] ;
- Ferdinand, infant de Portugal (1188-1233) ; il est fait prisonnier à Bouvines et se marie avec Jeanne de Constantinople, comtesse de Flandre [33];
- Henri (né en 1189 - † vers 8 décembre 1190) [33];
- Mafalda, infante de Portugal (env. 1195 - 1256) mariée avec Henri Ier de Castille [33];
- Blanche, infante de Portugal (env. 1198 - † 17 novembre 1240), dame de Guadalajara [33]. Elle est probablement la sœur jumelle de Bérengère [34];
- Berengère, infante de Portugal (1196/1198-1221) mariée avec Valdemar II de Danemark [35].

Le roi a également plusieurs enfants illégitimes:
Avec Maria Aires de Fornelos ,:
- Martin Sanches de Portugal, comte de Trastamara, il prend le parti du roi de Castille contre son demi-frère et meurt sans postérité en 1175 [38],[37] ;
- Urraque Sanches [30],[39],[40].

Avec María Pais de Ribeira (a Ribeirinha) ,:
- Rodrigo Sanches † près de Porto en 1245 [40],[43];
- Gil Sanches († 1236) [40],[44];
- Nuno Sanches [45];
- Maior Sanches [46];
- Thérèse Sanches, mariée avec Afonso Teles de Menezes de Albuquerque [40];
- Constance Sanches († 1269) [47].

Avec Maria Moniz de Ribeira :
- Pedro Moniz [49].

## Titre complet
Roi de Portugal et de Silves par la grâce de dieu